# Марк, Джейсон
Джейсон Д. Марк — австралийский историк, переводчик и издатель .
Джейсон Марк является автором нескольких книг, написанных на темы Второй мировой войны, особенно о Сталинградской битве. Его книга «Island of Fire: The Battle for Barricady Gun Factory in Stalingrad» 2006 году была названа в Хорватии лучшей книгой по истории Второй мировой войны . Является владельцем и управляющим директором издательства Leaping Horseman Books, специализирующегося на книгах о Второй мировой войне, особенно на теме Сталинградской битвы. Расположено в Сиднее, Австралия.

### Комментарии
1. ↑  Примерный перевод на русский: Остров огня. Сражение за сталинградский завод «Баррикады».
2. ↑  англ. Leaping Horseman — всадник в прыжке. Был эмблемой 24-й танковой дивизии вермахта.

### Сноски
1. ↑  Wigand Wüster. An artilleryman in Stalingrad: memoirs of a participant in the battle / Translated by Torben Laursen, Jason D. Mark and Harald Steinmüller Архивная копия от 5 марта 2016 на Wayback Machine — Sydney: Leaping Horseman Books, 2007. — ISBN 9780975107652 (англ.)
2. ↑  Project MUSE: Review Essay. Stalingrad Revisited. David M. Glantz Архивная копия от 5 марта 2016 на Wayback Machine (англ.)
3. ↑  Zvonimir Despot[хорв.] Hrvatsko izdanje knjige «Hrvatska legija: 369. pojačana (hrvatska) pješačka pukovnija na Istočnom bojištu 1941.-1943.» Архивная копия от 13 ноября 2012 на Wayback Machine (хорв.)
4. ↑  Stone & Stone books: Editor’s Choice Awards for 2006 Архивная копия от 2 апреля 2016 на Wayback Machine (англ.)
5. ↑   (англ.) Leaping Horseman Books: Croatian Legion Архивная копия от 26 января 2021 на Wayback Machine, preuzeto 30. ožujka 2013.
6. ↑  D.G., Hrvatska legija: 369. pojačana pješačka pukovnija na Istočnom bojištu 1941.-1943. Архивная копия от 22 июля 2014 на Wayback Machine, dnevno.hr, 19. lipnja 2012., preuzeto 30. ožujka 2013.